# Pocanan
Pocanan is een bestuurslaag in het regentschap Kediri van de provincie Oost-Java, Indonesië. Pocanan telt 1337 inwoners (volkstelling 2010).